# 吸血鬼日记 第五季
《吸血鬼日记》第五季, 美国超自然电视剧，由Kevin Williamson根据L.J. Smith的同名小说改编而成，第五季於2013年10月3日在CW电视台首播，本季應播映23集。

## 演員

### 主要演員
- 妮娜·杜波夫 飾 艾琳娜·吉爾伯特（Elena Gilbert）、凱瑟琳·皮爾斯（Katherine Pierce）( Katherine Petrova )、 阿瑪拉·佩特洛娃（Amara Petrova）
- 保羅·韋斯利 飾 斯特凡·薩爾瓦多（Stefan Salvatore）、賽爾斯（Silas）
- 伊恩·桑莫哈德 飾 達蒙·薩爾瓦多（Damon Salvatore）
- 卡特琳娜·格兰厄姆 飾 邦妮·班尼詩（Bonnie Bennett）
- 扎克·羅里格 飾 馬特·多諾萬（Matt Donovan）
- 坎迪丝·阿科拉 飾 卡洛琳·福布斯（Caroline Forbes）
- 邁克爾·特維諾 飾 泰勒·洛克伍德（Tylor Lockwood）

### 其他演員
- Janina Gavankar 飾 Qetsiyah / 苔薩（Tessa）
- Olga Fonda 飾 娜迪亞·佩特洛娃（Nadia Petrova）
- Kendrick Sampson 飾 傑西（Jesse）
- Rick Cosnett 飾 韋斯·梅斯菲爾德 （Wes Maxfield）
- 克萊爾·霍爾特 飾 麗貝卡·米高森（Rebekah Mikaelson）
- Hayley Kiyoko 飾 梅根（Megan）